# Milena Secká
Milena Secká (14. července 1957, Praha – 14. března 2021, Praha) byla česká historička, etnografka a spisovatelka, vědecká pracovnice Národního muzea, resp. Náprstkova muzea asijských, afrických a amerických kultur, a vedoucí Knihovny Náprstkova muzea.

## Život
V letech 1975–1981 vystudovala historii a etnografii na Filozofické fakultě Univerzity Karlovy v Praze. Od té doby se věnovala etnologickému výzkumu národnostních menšin v českém pohraničí 20. století. Dále pracovala do roku 1993 jako vědecká pracovnice v Ústavu pro etnografii a folkloristiku ČSAV, kde roku 1987 obhájila kandidátskou disertační práci na téma Svatební obřad jako indikátor studia etnických procesů. Roku 1993 nastoupila do Národního muzea, v jehož Náprstkově muzeu asijských, afrických a amerických kultur spravovala knihovnu a osobní fond manželů Náprstkových. Rodinou Náprstkových se zabývala tři desetiletí a vydala o nich několik biografií. Roku 1996 obnovila při Náprstkově muzeu činnost Amerického klubu dam, která byla přerušena státním zrušením všech spolků v roce 1948, a stala se jeho první předsedkyní i organizátorkou programu. V roce 2012 jí byla udělena čestná medaile Vojtěcha Náprstka za zásluhy o popularizaci vědy.

## Dílo
Zabývala se nejdříve studiem českých a slovenských exulantů v Americe. Dále v muzeu systematicky zpracovávala sbírky a zkoumala životní osudy a činnost manželů Náprstkových a jejich synů Ferdinanda a Vojty. Věnovala se také odrazu života a díla Boženy Němcové v korespondenci Vojty Náprstka, a především činnosti Amerického klubu dam, a s ním spojených osobností (např. Karolína Světlá) nebo emancipací žen v 19. století. Publikovala několik knih, desítky statí v odborných časopisech nebo sbornících (například Český lid, Literární archiv PNP) a katalogových příspěvků. Zanechala obsáhlou rukopisnou pozůstalost, která je uložena v Náprstkově muzeu. Poslední monografie o Ferdinandu Náprstkovi vyšla až po její smrti.
Uspořádala dvě desítky výstav v Československu, České republice, Německu, USA, Thajsku a na dalších se podílela.

## Výběr z publikací
- Svatební obřad jako indikátor studia etnických procesů. ČSAV Praha 1987
- Americký klub dam : krůček k ženské vzdělanosti. Praha : Národní muzeum, 2012, ISBN 978-80-7036-366-9
- Vojta Náprstek : vlastenec, sběratel, mecenáš Praha: Vyšehrad-Národní muzeum, 2011; ISBN 978-80-7429-173-9; ISBN 978-80-7036-313-3 (Národní muzeum)
- Byl to můj osud: zápisky Josefy Náprstkové, (Spoluautor Martin Šámal). Národní muzeum, 2014. ISBN 978-80-7036-423-9
- Jen Náprstková, prosím... : neobyčejný život v dobových pramenech. Praha : Národní muzeum, 2016, ISBN 978-80-7036-488-8
- Ferdinand Pravoslav Náprstek: Labužník života. Praha : Národní muzeum, 2021, ISBN 978-80-7036-685-1